# Jordy Polanco
Jordy Leonel Polanco (ur. 23 maja 1996 w Cowpen) – belizeński piłkarz występujący na pozycji ofensywnego pomocnika, reprezentant kraju, obecnie zawodnik Verdes.

## Kariera klubowa
Polanco pochodzi ze wsi Cowpen w dystrykcie Stann Creek. Zarówno jego ojciec, jak i matka grali w piłkę nożną na poziomie amatorskim. Ma dwóch braci i siostrę. Uczęszczał do szkoły podstawowej San Juan Primary School, a następnie do szkoły średniej Independence High School w pobliskim Mango Creek. Występy w lidze belizeńskiej rozpoczynał w barwach klubu Paradise/Freedom Fighters FC, będąc nazywanym przez lokalne media „diamentem”. Gazeta Amandala w relacji z jednego z meczów następująco skomentowała występy nastoletniego pomocnika:

Piłkarski kunszt zaprezentował zwłaszcza drobny, 17-letni pomocnik Jordy Polanco. Jego znakomita kontrola nad piłką i balans ciałem na małych przestrzeniach, połączony z ciętymi i dokładnymi podaniami, przypominały niektórym starszym kibicom lata 70. i występy Anthony’ego „Garrinchy” Adderly. Od tamtych czasów żaden zawodnik o tak małej posturze nie zrobił takiego wrażenia podczas meczu najwyższej ligi na MCC Grounds.

Po ukończeniu szkoły średniej Polanco został zawodnikiem stołecznego Belmopan Bandits FC. Zdobył z nim sześć mistrzostw Belize (2014/2015 Opening, 2015/2016 Closing, 2016/2017 Opening, 2016/2017 Closing, 2017/2018 Closing, 2018/2019 Opening) i trzy wicemistrzostwa Belize (2014/2015 Closing, 2017/2018 Opening, 2018/2019 Closing). Jeszcze przed ukończeniem dwudziestego roku życia dwa razy z rzędu wybrano go najlepszym pomocnikiem ligi belizeńskiej, a ogółem otrzymał tę nagrodę trzy razy (2014/2015 Opening, 2014/2015 Closing, 2016/2017 Opening). W kolejnych sezonach otrzymał nagrodę dla najlepszego młodego piłkarza rozgrywek (2015/2016 Closing) oraz najlepszego zawodnika fazy play-off (2016/2017 Opening). Jego rozwój został zahamowany przez poważną kontuzję, przez którą był zmuszony pauzować przez wiele miesięcy.
W 2019 roku Polanco przeszedł do zespołu Verdes FC. Zdobył z nim tytuł mistrza Belize (2019/2020 Opening), a także ponownie został wybrany najlepszym pomocnikiem ligi belizeńskiej (2019/2020 Opening).

## Kariera reprezentacyjna
W lipcu 2014 Polanco w barwach reprezentacji Belize U-20 prowadzonej przez Edmunda Pandy’ego Sr. wziął udział w turnieju kwalifikacyjnym do mistrzostw CONCACAF U-20. Jego drużyna z kompletem sześciu porażek zajęła wówczas ostatnie miejsce w tabeli i nie zakwalifikowała się na kontynentalny czempionat.
W sierpniu 2015 Polanco znalazł się w ogłoszonym przez Edmunda Pandy’ego Sr. składzie reprezentacji Belize U-23 na środkowoamerykańskie preeliminacje do igrzysk olimpijskich w Rio de Janeiro. Belizeńczycy przegrali obydwa spotkania i odpadli z dalszej rywalizacji.
W seniorskiej reprezentacji Belize Polanco zadebiutował za kadencji selekcjonera Jorge Nunesa, 29 marca 2015 w zremisowanym 1:1 meczu z Kajmanami w ramach eliminacji do mistrzostw świata w Rosji. W styczniu 2017 został powołany przez Ryszarda Orłowskiego na turniej Copa Centroamericana. Orłowski nazwał wówczas Polanco „belizeńskim Lionelem Messim”. Na panamskich boiskach rozegrał wszystkie pięć spotkań (z czego cztery w wyjściowym składzie), a jego zespół zajął ostatnie, szóste miejsce. Sam Polanco został nominowany do nagrody najlepszego młodego piłkarza tamtej edycji Copa Centroamericana.